# Helena Angelina Doukaina
Helena Angelina Doukaina av Epirus, född 1242, död 1271, var en siciliansk drottning; gift 1257/58 med kung Manfred av Sicilien.
Hon var dotter till Michael II Komnenos Doukas, despot av Epirus, och Theodora Petraliphaina. Äktenskapet arrangerades för att inlemma Dyrrhachium och Korfu, som ingick i hennes hemgift, med Sicilien. Efter Slaget vid Benevento 26 februari 1266 tillfångatogs Helena av Karl I av Neapel. Hon fängslades av honom i slottet Nocera Inferiore, där hon dog.   